# Мазур, Анастасия Сергеевна
Анастасия Сергеевна Мазур (род. 28 июня 1990, Дедовск, Московская область) — российская голболистка. Участница летних Паралимпийских игр 2020 года. Чемпионка мира 2018 года, серебряный призёр чемпионата мира 2014 года, трёхкратная чемпионка Европы 2013, 2017 и 2021 годов.

## Биография
Анастасия Мазур родилась 28 июня 1990 года в городе Дедовск Истринского района Московской области.
Инвалид по зрению с детства. Первоначально училась в общеобразовательной школе. Впоследствии жила в Сергиевом Посаде. Училась в колледже для детей-инвалидов, занималась в спортклубе «Сплочение». Выступала в соревнованиях по бегу, плаванию, лыжным гонкам. В старших классах начала заниматься футболом, участвовала в первенстве России.
С 2011 года стала заниматься голболом. Выступает за сборную Калужской области, в составе которой выигрывала чемпионат России, представляет калужскую спортивную адаптивную школу сурдлимпийского и паралимпийского резерва «Эверест». Тренируется под началом Илькама Набиева и Эдуарда Станкевича.
В составе женской сборной России трижды выигрывала золотые медали чемпионата Европы по голболу — в 2013 году в Конье, в 2017 году в Лахти и в 2021 году в Самсуне.
В 2014 году завоевала серебряную медаль чемпионата мира в Эспоо, в 2018 году в Мальмё — золотую.
В 2014 году выиграла золото чемпионата мира по торболу в Инсбруке.
В 2021 году вошла в состав женской сборной России по голболу на летних Паралимпийских играх в Токио, поделившей 5-8-е места. Провела 5 матчей, мячей не забивала.
Заслуженный мастер спорта России (2019).
В 2016 году окончила Российский государственный социальный университет в Москве по специальности «физическая культура для лиц с отклонениями в состоянии здоровья».

## Семья
Сестра-близнец — Алина Сергеевна Мазур (род. 1990), также инвалид по зрению.
Замужем.